# ラドヴァン・ヴラトコヴィチ
ラドヴァン・ヴラトコヴィチ（Radovan Vlatković, 1962年1月29日 ザグレブ - ）はクロアチア出身のホルン奏者。

## 経歴
6歳から2年にわたってアメリカ暮らす間にホルンを習い始め、帰国後にザグレブ音楽大学に学んだ後、デトモルト音楽大学(de)でミヒャエル・ヘルツェル(de)に師事。1983年にミュンヘン国際音楽コンクールにて優勝する。
1982年から西ベルリンのベルリン放送交響楽団（のちのベルリン・ドイツ交響楽団）の首席ホルン奏者を務めたが、1990年にソリストとしての活動に専念するため退任し、ドイツ内外の主要なオーケストラ（バイエルン放送交響楽団、BBC交響楽団、アカデミー室内管弦楽団、読売日本交響楽団、東京都交響楽団、NHK交響楽団など）に客演するとともに、ホルンのための主要な作品の数々を録音してきた。ソリストとしては欧米のほかにカナダやメキシコ、イスラエル、中近東、アフリカ、オーストラリアなども訪れている。マルボロ音楽祭への参加や、フィラデルフィア室内楽協会におけるリサイタルなども行ってきた。レパートリーはバロック音楽から現代音楽までと幅広く、世界で最も異彩を放つ、経験豊富なホルン奏者の一人と看做されている。
1992年からシュトゥットガルト音楽演劇大学で、1998年よりザルツブルク・モーツァルテウム音楽大学で、2006年よりチューリヒ高等芸術学校にてホルン教授に就任している。また、マドリード・ソフィア王妃音楽学校のホルン教授も務めている。